# Te desean
Te desean (français : Ils te désirent) est une chanson écrite et produite par Manuel Alejandro et interprétée et produite par le chanteur mexicain Luis Miguel. Elle est sortie en tant que deuxième single de l'album Cómplices.

## Contexte
Le chanteur Luis Miguel a présenté officiellement son album "Cómplices le 6 mai 2008. Il comprend des chansons inédites du compositeur espagnol Manuel Alejandro, avec lequel Miguel est ami depuis de nombreuses années. « C'est un album plein de nuances, la plupart des chansons parlent de moi, tout le monde peut adopter les chansons, ce sont des expériences du début à la fin, des histoires d'amour qui existent avec le couple », a-t-il déclaré.
Cómplices signifie le retour de l'artiste mexicain à la pop, après plusieurs CD's consacrés à la musique ranchera et aux boléros classiques. Ayant été interrogé sur le fait qu'il n'avait participé à l'écriture ou à la composition d'aucune des chansons du nouvel album, Miguel a répondu qu'il n'excluait pas la possibilité de revenir à l'écriture de chansons à l'avenir, probablement en collaboration avec d'autres auteurs et d'autres musiciens. En plus du premier single Si tú te atreves (Si toi tu oses) — qui a été entendu sur les radios depuis le 7 avril —, l'album inclut également Ay, cariño, qui fait référence à son fils.

## Clip vidéo
Le 11 juillet 2008 la vidéo de la chanson est présentée en exclusivité sur le portail d'information de Terra. C'est la deuxième vidéo extraite de l'album Complices ; Si tú te atreves était le premier single. Elle a également été réalisée par la réalisatrice, photographe et designer, d'origine belge Rebecca Blake. Le clip se déroule dans un immeuble de la ville californienne de Malibu. Luis Miguel apparaît au bord d'une piscine, interprétant la composition de Manuel Alejandro, vêtu d'un costume, d'une chemise noire, et sans cravate. La performance de Luis Miguel est parsemée d'images de la plage de Malibu, où l'artiste apparaît en train de marcher avec un mannequin argentin alors que les vagues de la mer se brisent sur la plage,.